# Blackälven
Den ursprungliga Blackälven var en fjällälv i Lilla Luleälvens källflöden. Efter bygget av Seitevare kraftverk återstår bara en kilometerlång sträcka mellan Jiekkávrre (Jekkaure) och Tjåmotisjávrre (Tjåmotisjaure) som tidvis är torrlagd när kraftverket inte körs. Före vattenkraftutbyggnaden var vattendraget den cirka 20 km långa förbindelsen mellan den ursprungliga sjön Tjaktjajávrre (Tjaktjajaure) och Jiekkávrre (Jekkaure) i Jokkmokks kommun. Älvens utlopp ur Tjaktjajávrre kallades på svenska Heliga Fallet, en forssträcka där älven föll 180 m. Den är numera utbyggd och Tjaktjajávrre är idag namnet på ett vattenmagasin som hör till Seitevare kraftverk. De två viktigaste källflödena till älven var Ráhpaädno (Rapaälven) och Sijddoädno (Sitoälven). 
Älven tog emot stora mängder glaciärslam från Sarek, numera sedimenterar dock delar av det i vattenmagasinet Tjaktjajávrre. En hel del följer dock med i kraftverkets intag, detta syns tydligt på satellitbild över utloppstunneln, där slammet tydligt syns i strömmarna som bildas i Jiekkávrre. En del av slammet förs med Lilla Luleälven vidare till nedströms liggande vattenmagasin.